# Jonathan Nordin
Jonathan Karl Filip Nordin, född 1 oktober 1987 i Sundsvall, är en svensk journalist, producent och entreprenör.
Han utsågs i mars 2007 till årets Anders Wall-stipendiat för sitt sätt att driva företag inom välgörenhet.
Nordin började 2007 på TV4-nyheterna som journalist men sedan 2008 arbetar han på TV4-Gruppen som TV-producent. Han har medverkat i flera TV-sammanhang som expert inom sociala medier. Under vintern 2011 medverkade Nordin, tillsammans med Peppe Eng och Marika Eriksson, i TV4:s sportmagasin Sportcentralen.
Under den 95:e upplagan av Oscarsgalan 2023 fanns Nordin på röda mattan som representant för TV4 efter att ordinarie programledare Parisa Amiri tvingades ställa in efter att ha testats positiv för covid-19.